# Ischalis variabilis
Ischalis variabilis là một loài bướm đêm trong họ Geometridae.